# Dora Madison
Dora Madison Burge (Hutto, 17 ottobre 1990) è un'attrice statunitense.

## Biografia
Nata in Texas, esordisce nel 2009 nella serie televisiva Friday Night Lights dove interpreta il ruolo di Becky Sproles, ruolo che ricopre fino al 2011. Nel 2013 in Dexter interpreta il ruolo di Niki Walters. Nel 2014 interpreta il ruolo di Zoe nella serie Star-Crossed. Sempre nello stesso anno entra nel cast principale della serie Chicago Fire dove ottiene il ruolo del paramedico Jessica "Chili" Chilton, che ha interpretato per due stagioni sino al 2016.

## Filmografia

### Cinema
- Dear Viddy - cortometraggio, regia di Steven Stromberg (2005)
- Jumping Off Bridges, regia di Kat Candler (2006)
- The Substitute, cortometraggio - regia di Bootler T. Fortmuffin (2007)
- Trick or Treat, cortometraggio - regia di Mitch Collier (2007)
- Wasting Away, regia di Mitch Collier (2009)
- One More Chance, cortometraggio - regia di Mitch Collier (2009)
- The Man Who Never Cried, cortometraggio - regia di Bradley Jackson (2011)
- Seven Days in Utopia, regia di Matt Russell (2011)
- Humans vs Zombies, regia di Brian T. Jaynes (2011)
- Cowgirls 'n Angels, regia di Timothy Armstrong (2012)
- Slash - cortometraggio,  regia di Clay Liford (2012)
- Formosa TX - cortometraggio, regia di Roy Rutngamlug (2013)
- Champion, regia di Kevin Nations e Robin Nations (2013)
- The Loft, regia di Erik Van Looy (2014)
- Exists, regia di Eduardo Sànchez (2014)
- Erased, cortometraggio - regia di Ace Fillmore (2015)
- Dark Places - Nei luoghi oscuri, regia di Gilles Paquet-Brenner (2015)
- Divine Access, regia di Steven Chester Prince (2015)
- Chee and T, regia di Tanuj Chopra (2015)
- Night of the Babysitter, regia di Louis Edward Doerge (2015)
- The Honor Farm, regia di Karen Skloss (2016)
- Stars Are Already Dead, regia di Shaun Hart (2016)
- Ballad of Tennessee Rose, regia di Paul McKoy (2016)
- Tutti vogliono qualcosa (Everybody Wants Some), regia di Richard Linklater (2016)
- VFW, regia di Joe Begos (2019)
- Bliss, regia di Joe Begos (2019)

### Televisione
- Friday Night Lights - serie TV, 26 episodi (2009-2011)
- The Lying Game - serie TV, episodi 1x08-1x09-1x10 (2011)
- Southland - serie TV, episodio 4x10 (2012)
- Dexter - serie TV, 8 episodi (2013)
- Ironside - serie TV, episodio 1x04 (2013)
- Star-Crossed - serie TV, 7 episodi (2014)
- Chicago P.D. - serie TV, episodio 2x01 (2014)
- NCIS: New Orleans - serie TV, episodio 1x04 (2014)
- Chicago Fire - serie TV, 17 episodi (2015-2016)
- Chicago Med – serie TV, episodi 1x04-1x05 (2015-2016)
- Into the Dark - serie TV, 1 episodio (2018)

## Doppiatrici italiane
- Alessia Amendola in Friday Night Lights
- Valentina Favazza in Chicago Fire
- Ludovica Bebi in Tutti vogliono qualcosa